# Ścieżki dźwiękowe z gry komputerowej Silent Hill 4: The Room
Do Silent Hill 4: The Room zostało wydanych kilka ścieżek dźwiękowych z gry: Silent Hill 4 The Room (Original Soundtrack) (wydana również w wersji Silent Hill 4: The Room (Limited Edition Soundtrack), Silent Hill 4: The Room – Inescapable Rain In Yoshiwara i Silent Hill 4: The Room Robbie Tracks.

## Silent Hill 4 The Room (Original Soundtrack)
Zawartość dysku pierwszego jest identyczna w przypadku wersji europejskiej i japońskiej. Oprócz tego japońskie wydanie Silent Hill 4: The Room Original Soundtrack posiada dodatkową płytę zawierającą słuchowisko zatytułowane "Inescapable Rain in Yoshiwara" (ang. Nieuchronny deszcz w Yoshiwarze). Narracja prowadzona jest przez Teisuia Ichiryusaiego w języku japońskim. Silent Hill 4: The Room (Limited Edition Soundtrack) to wersja ścieżki dźwiękowej przeznaczona wyłącznie na rynek amerykański, dołączana do przedpremierowych egzemplarzy gry. Składa się na nią siedem utworów obecnych na Silent Hill 4 -The Room- (Original Soundtracks), jak również trzynaście nowych ścieżek oraz remiksów.
Akira Yamaoka kontynuuje współpracę z Mary Elizabeth McGlynn oraz Joem Romersą, którzy ponownie wykonali kilka utworów wokalnych znajdujących się na ścieżce dźwiękowej. Teksty wszystkich piosenek zostały napisane wspólnie przez Akirę Yamaokę, Joea Romersę oraz Hiroyukiego Owaku (autora scenariuszy pierwszych trzech części serii Silent Hill).
Tak jak w przypadku ścieżki dźwiękowej z Silent Hill 3 postawiono głównie na utwory z filmów i cut scenek, umieszczając na liście tylko jedną melodię pochodzącą z właściwej rozgrywki (Resting Comfortably). Oprócz tego Silent Hill 4 -The Room- (Original Soundtracks) zawiera osiem utworów w ogóle nieobecnych w grze, zaś Silent Hill 4: The Room Limited Edition Soundtrack – czternaście.

### Lista utworów

#### Edycja premierowa
CD1
1. Tender Sugar (wokal: Mary Elizabeth McGlynn) (5:32)
2. Waverer (2:54)
3. Fortunate Sleep – Noone Disturb Her Dead – (2:06)
4. Melancholy Requiem (3:53)
5. Confinement (2:27)
6. Drops of Shame (2:49)
7. The Suicidal Clock Chime (1:10)
8. Silent Circus (2:55)
9. Traversing the Portals of Reality (2:03)
10. Into the Depths of Self Discovery (2:55)
11. Cradel of Forest (wokal: Joe Romersa; dodatkowy wokal: Mary Elizabeth McGlynn) (6:30)
12. Resting Comfortably (0:51)
13. Nightmarish Waltz (3:09)
14. Pulsating Ambience (3:04)
15. Your Rain (wokal: Mary Elizabeth McGlynn) (4:42)
16. The Last Mariachi (1:37)
17. Wounded Warsong (3:12)
18. Underground Dawn – Never Come – (2:12)
19. Fever Chill (2:28)
20. Remodeling (2:54)
21. Room of Angel (wokal: Mary ELizabeth McGlynn) (7:08)
22. Waiting for You ~LIVE AT "Heaven's Night"~ (wokal: Mary ELizabeth McGlynn) (6:19)

CD2 (Japońska Edycja)
1. Ichikotsu (D) (7:18)
2. Tangin (E) (Instrumental) (1:37)
3. Hyoujou (F) (8:47)
4. Shosetsu (F Sharp) (5:35)
5. Shimomu (G) (Instrumental) (2:19)
6. Soujou (G Sharp) (4:26)
7. Fushou (A) (4:38)
8. Oushiki (A Sharp) (7:07)
9. Rankei (B) (2:54)
10. Banshiki (C) (3:39)
11. Shinsen (C Sharp) (4:36)
12. Kamimu (D) (4:08)

#### Wersja Limited Edition Soundtrack
1. Room of Angel (wokal: Mary Elizabeth McGlynn) (7:08)
2. Melancholy Requiem (3:53)
3. Cradel of Forest (wokal: Joe Romersa; dodatkowy wokal: Mary Elizabeth McGlynn) (6:30)
4. Sliced (1:06)
5. Fortunate Sleep (Cat Scratchism Mix) (3:05)
6. Mayheim I (5:16)
7. Sunrise (1:01)
8. Resting Comfortably (Nasty Remix) (2:17)
9. Nightmarish Waltz (3:09)
10. Lifetime (1:14)
11. Last Movie (1:06)
12. Tender Sugar (wokal: Mary Elizabeth McGlynn) (5:32)
13. Your Rain (wokal: Mary Elizabeth McGlynn) (4:42)
14. Two Evils (2:04)
15. Underground Dawn (EEE Mix) (4:12)
16. Memories II (3:34)
17. Tender Sugar (Empire Mix) (wokal: Mary Elizabeth McGlynn) (5:14)
18. Waverer (Slide Mix) (3:04)
19. Your Rain (Rage Mix) (wokal: Mary Elizabeth McGlynn) (1:29)
20. Waiting for You ~LIVE AT "Heaven's Night"~ (wokal: Mary Elizabeth McGlynn) (6:19)

## Silent Hill 4: The Room – Inescapable Rain In Yoshiwara
Dołączany do premierowych kopii Silent Hill 4: The Room na PlayStation 2 w Japonii. Zawiera jedną ścieżkę, na którą składa się zapowiedź słuchowiska oraz utwór Room of Angel wykonywany przez Mary Elizabeth McGlynn.

## Silent Hill 4: The Room Robbie Tracks
Dostępny jedynie przez oficjalną stronę Konami. Zawiera trzy utwory techno (German, French, Swedish), w których Yamaoka naśladuje różne europejskie style muzyki elektronicznej. Do albumu dołączony był T-shirt z królikiem Robbiem.